# Arquetipo sistémico
Los arquetipos sistémicos son patrones de comportamiento de un sistema, son situaciones que se repiten permanentemente, por costumbre, generando errores en el comportamiento de una organización.
Es la descripción de un proceso, que ayuda a reconocer comportamientos repetitivos, para encontrar sus puntos de apalancamiento, es decir, permite saber cuál es el cambio adecuado para eliminar el límite más importante que sufre el sistema, a través de lo cual ganará dinamismo en una forma más que proporcional. El pensamiento sistémico permite identificar tales arquetipos.
Es un modelo estructural que te permite conocer y entender de una manera holística el comportamiento de cualquier sistema.